# Theresa Moser
Theresa Moser (* 17. Jänner 1993 in Lienz) ist eine österreichische Duathletin und Triathletin. Sie ist Triathlon-Staatsmeisterin über die olympische Distanz (2015) und amtierende Vizestaatsmeisterin Aquathlon (2021).

## Werdegang
Als Kind war Theresa Moser im Laufsport aktiv, und mit acht Jahren startete sie im Schwimmen bei der Schwimmunion Raika Sillian.
2011 startete sie erstmals bei den Junioren in Peking zur Weltmeisterschaft und belegte den 22. Rang.

### Staatsmeisterin Triathlon Kurzdistanz 2015
Im Juni 2015 wurde die 22-jährige Theresa Moser Triathlon-Staatsmeisterin über die olympische Distanz (1,5 km Schwimmen, 40 km Radfahren und 10 km Laufen). Bei der U23-Europameisterschaft belegte sie im Juli den achten Rang.
Theresa Moser wird von der früheren Triathletin und zweifachen Olympionikin Eva Dollinger trainiert. Sie startet für den Verein RC Figaro Sparkasse Lienz. 2016 wurde sie Vierte bei der Staatsmeisterschaft Duathlon. Im Juli 2021 gewann die 28-Jährige den Gmunden Triathlon, und im August wurde sie Vizestaatsmeisterin Aquathlon.
Die Studentin (Mathematik, Italienisch) und Heeressportlerin lebt in Abfaltersbach in Tirol.

## Sportliche Erfolge
| Datum/Jahr    | Rang | Wettbewerb                                       | Austragungsort | Zeit     | Bemerkung                                                                         |
| ------------- | ---- | ------------------------------------------------ | -------------- | -------- | --------------------------------------------------------------------------------- |
| 15. Aug. 2021 | 5    | ÖTRV Staatsmeisterschaft Triathlon Sprintdistanz | Blindenmarkt   | 01:06:11 | Staatsmeisterschaft auf der Triathlon-Sprintdistanz beim Ausee Triathlon          |
| 11. Juli 2021 | 1    | Gmunden Triathlon                                | Gmunden        | 01:18:06 | Siegerin auf der Sprintdistanz                                                    |
| 18. Juni 2016 | DNF  | ETU Triathlon European Championship U23          | Burgas         | –        | U23-Europameisterschaft Triathlon                                                 |
| 25. Juli 2015 | 8    | ETU Triathlon European Championship U23          | Banyoles       | 02:01:13 | U23-Europameisterschaft Triathlon                                                 |
| 5. Juli 2015  | 13   | ETU Triathlon European Cup                       | Tartu          | 01:08:56 | als beste Österreicherin, hinter der Ungarin Zsanett Bragmayer                    |
| 28. Juni 2015 | 1    | ÖTRV Staatsmeisterschaft Triathlon Kurzdistanz   | Kitzbühel      | 02:02:48 | Moser wird beim Kitzbühel-Triathlon Staatsmeisterin über die olympische Distanz.  |
| 13. Juni 2015 | LAP  | Europaspiele 2015                                | Baku           | –        |                                                                                   |
| 20. Juni 2014 | DNF  | ETU Triathlon European Championships             | Kitzbühel      | –        | Europameisterschaft auf der olympischen Distanz                                   |
| 20. Juli 2013 | 4    | ÖTRV Staatsmeisterschaft Triathlon Kurzdistanz   | Obertrum       | 02:23:51 | beim Trumer Triathlon hinter der Siegerin und Staatsmeisterin Lisa Hütthaler      |
| 9. Sep. 2011  | 22   | ITU Triathlon World Championship Junior Women    | Peking         | 01:07:11 | Junioren-Weltmeisterschaft (750 m Schwimmen, 20,9 km Radfahren und 5,4 km Laufen) |

| Datum/Jahr    | Rang | Wettbewerb                                    | Austragungsort   | Zeit     | Bemerkung                                                                        |
| ------------- | ---- | --------------------------------------------- | ---------------- | -------- | -------------------------------------------------------------------------------- |
| 17. Sep. 2016 | 4    | ÖTRV Staatsmeisterschaft Duathlon Kurzdistanz | Deutschlandsberg | 01:43:14 | Duathlon-Staatsmeisterschaft (7,5 km Laufen, 30 km Radfahren und 3,75 km Laufen) |

| Datum/Jahr    | Rang | Wettbewerb                                         | Austragungsort | Zeit     | Bemerkung                     |
| ------------- | ---- | -------------------------------------------------- | -------------- | -------- | ----------------------------- |
| 21. Aug. 2021 | 2    | ÖTRV Österreichische Staatsmeisterschaft Aquathlon | Linz           | 00:31:48 | Aquathlon-Vizestaatsmeisterin |

| Datum/Jahr    | Rang | Wettbewerb                | Austragungsort | Zeit | Bemerkung |
| ------------- | ---- | ------------------------- | -------------- | ---- | --------- |
| 31. Dez. 2017 | 3    | Innsbrucker Silvesterlauf | Innsbruck      |      | 5,6 km    |

(DNF – Did Not Finish; LAP – Überrundet)